# Черемош
Чéремош (пол. Czeremosz, рум. Ceremuș) — річка в Українських Карпатах, на Буковині і на Гуцульщині. Права притока Пруту (басейн Дунаю).

## Етимологія
Назва у формі жіночого роду д.-рус. Черемъшь виникла як словотвір на *-уь для гідроніму від апелятива черемха (д.-рус. черемъха), що вказував на прибережну рослинність. У різних регіонах України зустрічаються подібні топоніми з основою назви відповідного дерева — Черемошна, Черемошник, Черемошний, Черемхова, Черемховий, Черемхувата.
У різних джерелах у різні часи річка згадується під різними іменами: «Городокъ на Черемоші» (XIV століття), «на Черемоши» (1424), «miedzi Prutem a Czeremossą» (1564), Чиримуш (1623), Черемуш (1753), Czeremusch, Czeramos (1774), Czeremosch (1783), Черемуш, Черемош, Черемша, Черемушул (1908), Czirimussum (1872).

## Загальні відомості
Довжина 80 км, площа водозбірного басейну 2 650 км². Загальний перепад висот 280 м. Похил річки 3,3 м/км.
Утворюється злиттям Чорного Черемошу (87 км, сточище — 856 км²) і Білого Черемошу (80 км, сточище — 606 км²) біля села Устеріки. Тече на межі Івано-Франківської області (Верховинський, Косівський, Снятинський райони) та Чернівецької області (Путильський, Вижницький, Кіцманський райони). Черемош впадає до Пруту біля села Завалля (Коломийський район).

## Гідрологічний режим
Живлення мішане з перевагою дощового. Льодостав нестійкий; льодові утворення («забереги») з середини грудня, очищення від криги — з 2-ї половини лютого до середини березня. Має бурхливий паводок від танення снігів у горах навесні й на початку літа. Рівень води при цьому може підвищуватися до 2 м. Часто протягом більшої частини року спостерігаються короткі паводки зі швидким підйомом і падінням рівня води, залежні від інтенсивності випадання дощів у літній період. Щорічно кількість паводків сягає 10—16. Середня витрата води нижче злиття Чорного і Білого Черемошів 26,6 м³/с, у гирлі 33,2 м³/с. Гідрологічні пости біля с. Устеріки (з 1928) та смт Кути (з 1927).

## Верхня течія
Черемош у верхній течії має гірський характер (мальовничий пролом через Покутсько-Буковинські Карпати) впродовж 33 км лежить у вузькій звивистій гірській долині (завширшки 80—300 м) з дуже стрімкими схилами, вкритими лісами, вище яких — полонини. Заплава двостороння, переважною завширшки 60—120 м (найбільша — 500 м). Річище звивисте, завширшки під час межені 5—15 м, завглибшки від 0,2—0,4 м у верхній частині. Береги на окремих ділянках укріплені. Швидкість течії висока, понад 1,5 м/с, на деяких ділянках 3—3,5 м/с (під час паводків до 4—5 м/с). пороги: Кетлище і Сокільський.

## Нижня течія
У межах Передкарпаття пливе широкою долиною 3—5 км (після виходу річки з гір за містом Вижниця), схили долини невисокі, пологі, терасовані. Заплава розширюється до 800—1200 м. Річище завширшки під час межені до 0,7—1,0 м (під час паводків до 3—4 м). Місцями береги обваловані. На рівнині швидкість течії падає, річка відкладає товстим шаром усе, що принесла з гір. Через ці гравійні поля річка промила безліч рукавів, які після кожного паводка змінюють своє місце. Ширина річки разом з островами і протоками 70—500 м. Глибина під час межені в середньому 0,6—1,0 м а середня швидкість течії 0,7—1,2 м/с. Коли настають паводки, глибина збільшується до 2—3 м, а швидкість до 3,5—4,5 м/с.

## Притоки
Найбільша права притока — Путила. Багато малих приток. Деякі притоки на окремих ділянках своєї течії мають різні назви. За основну береться назва в її гирлі.

## Природа

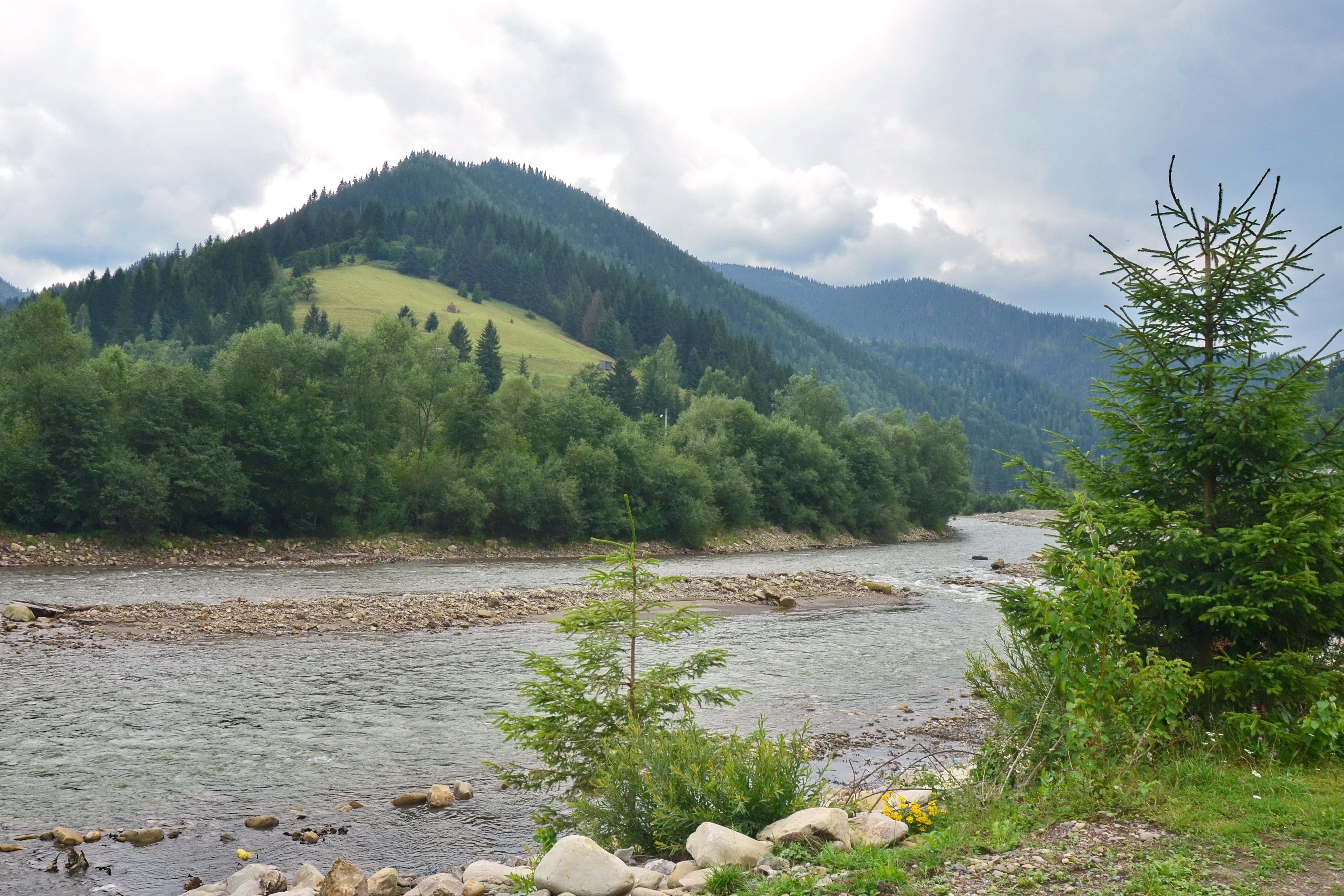
Черемош в оточенні гір

Береги річки заліснені. В долині ліс листяний, вище — ялиново-ялицевий. Багато ожини, малини, суниці. Заплава розвинута (місцями однобічна), поросла верболозом, іншими чагарниками, вільхою тощо.

## Використання
Сплавна річка — у минулому славилася професією бокорашів. Для створення стійкого водного режиму в межень у верхів'ях Черемоша колись були побудовані дамби і створені клявзи. Води Черемоша використовуються для водопостачання і рибальства. Раніше він був багатий рибою різних видів. У теперішні часи розвинений водний туризм: спортивний гірський сплав. Проходить щорічний відкритий чемпіонат України по техніці водного туризму — «Черемош».

## Населені пункти
Сточище річки густо заселене. Міста на Черемоші: Вижниця, Вашківці, смт Кути; над Чорним Черемошем — Верховина (колишнє Жаб'є).

## Історія
Білий Черемош і Черемош пливуть на межі Галичини і Буковини; вони віками становили державний кордон між Річчю Посполитою і Молдовою (Османська імперія). З 1919 року по 1939 рр. — кордоном між Польщею та Румунією.

## Заповідна справа
У межах річки створені Черемоський іхтіологічний заказник та Черемоський національний природний парк.

## Галерея

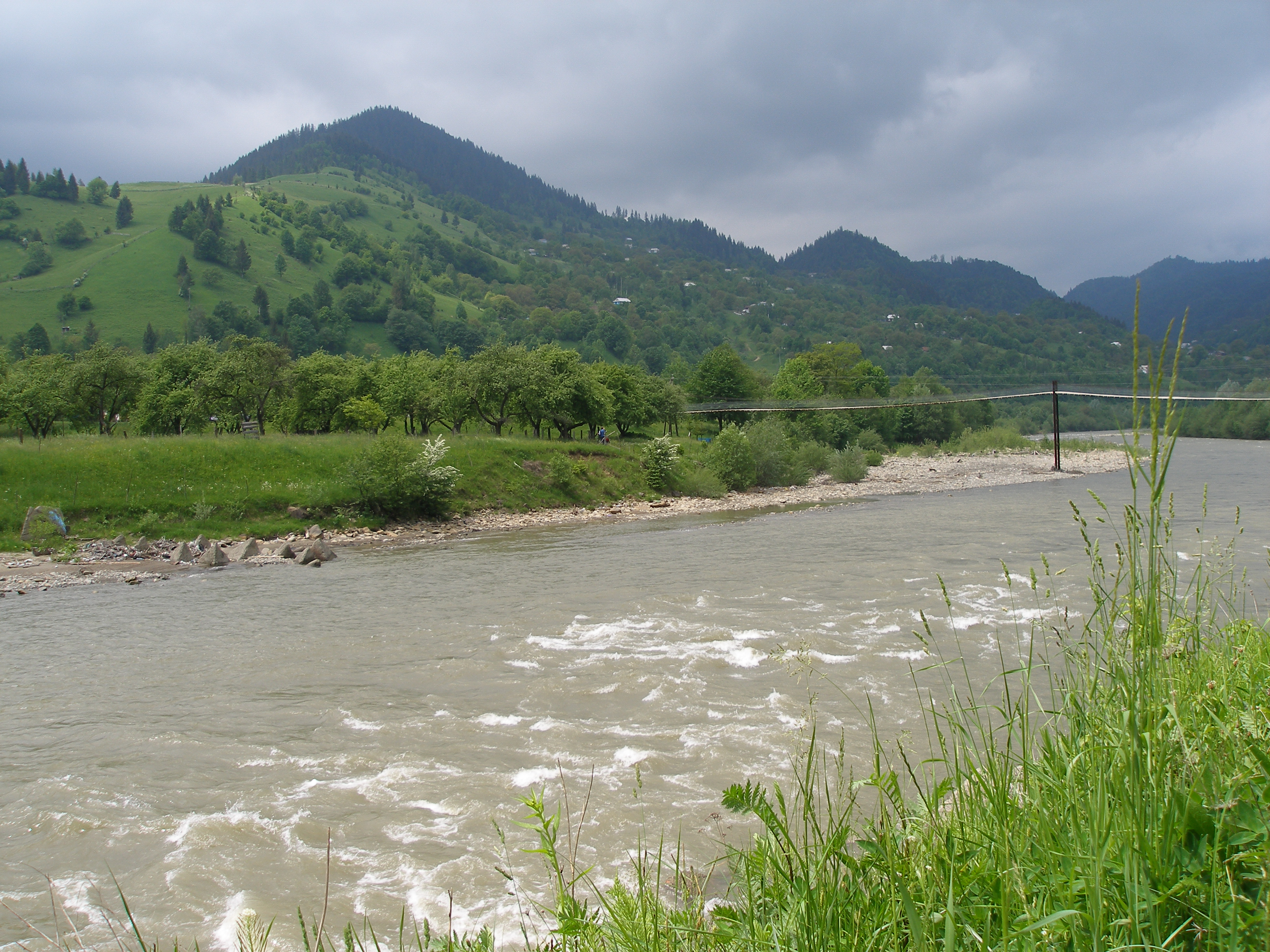
Черемоський іхтіологічний заказник
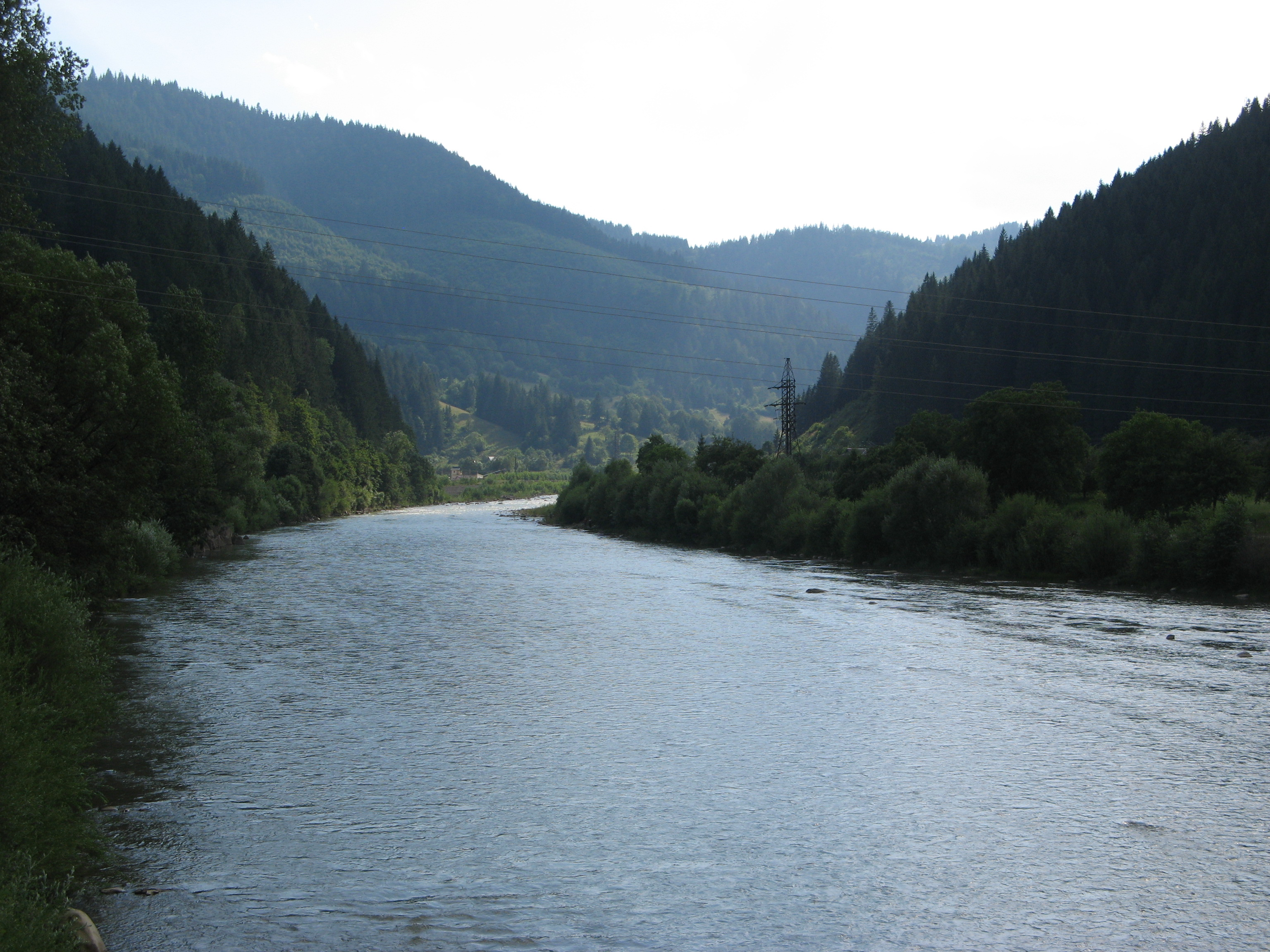
Біля села Усть-Путила
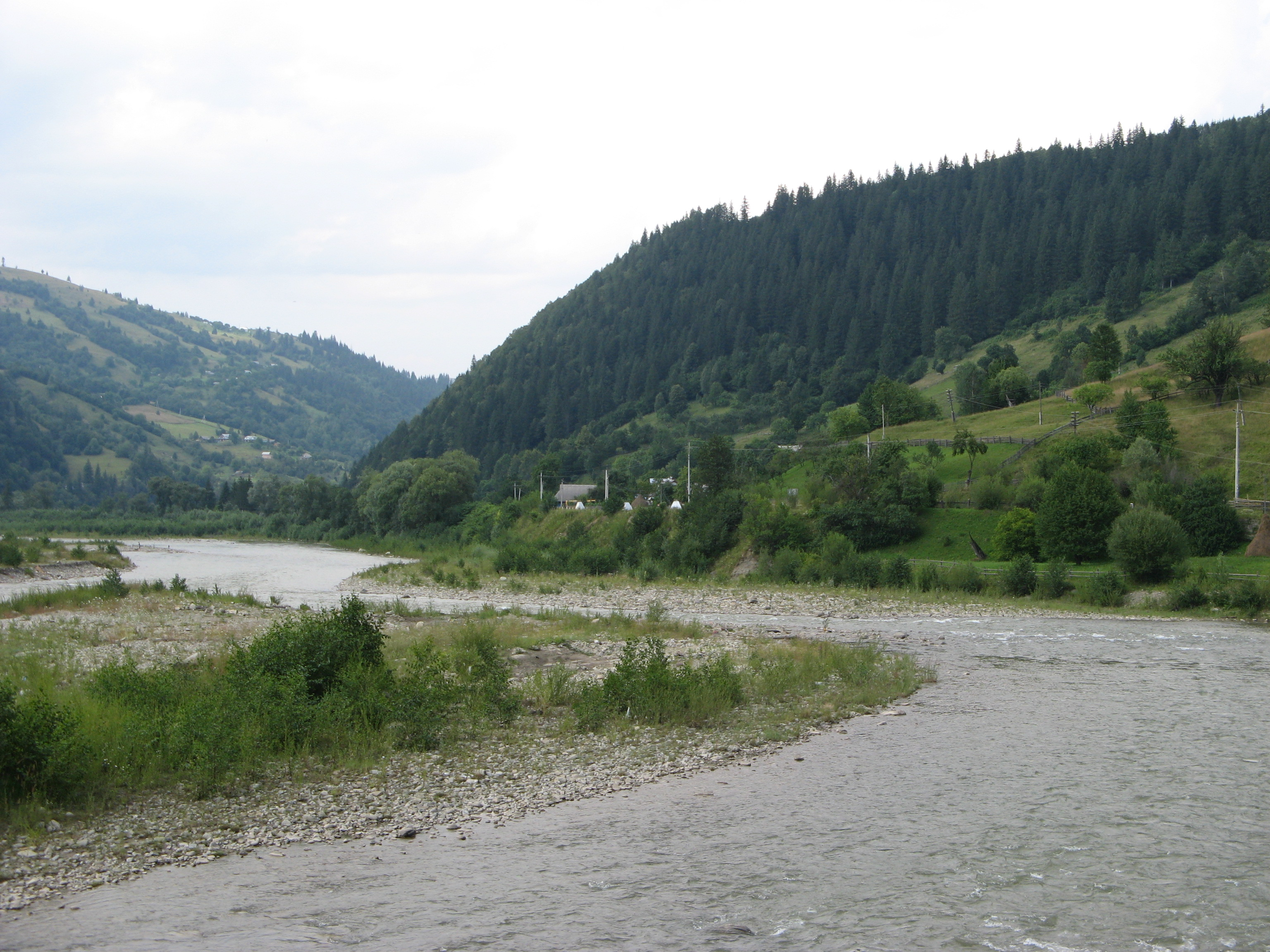
Біля села Усть-Путила
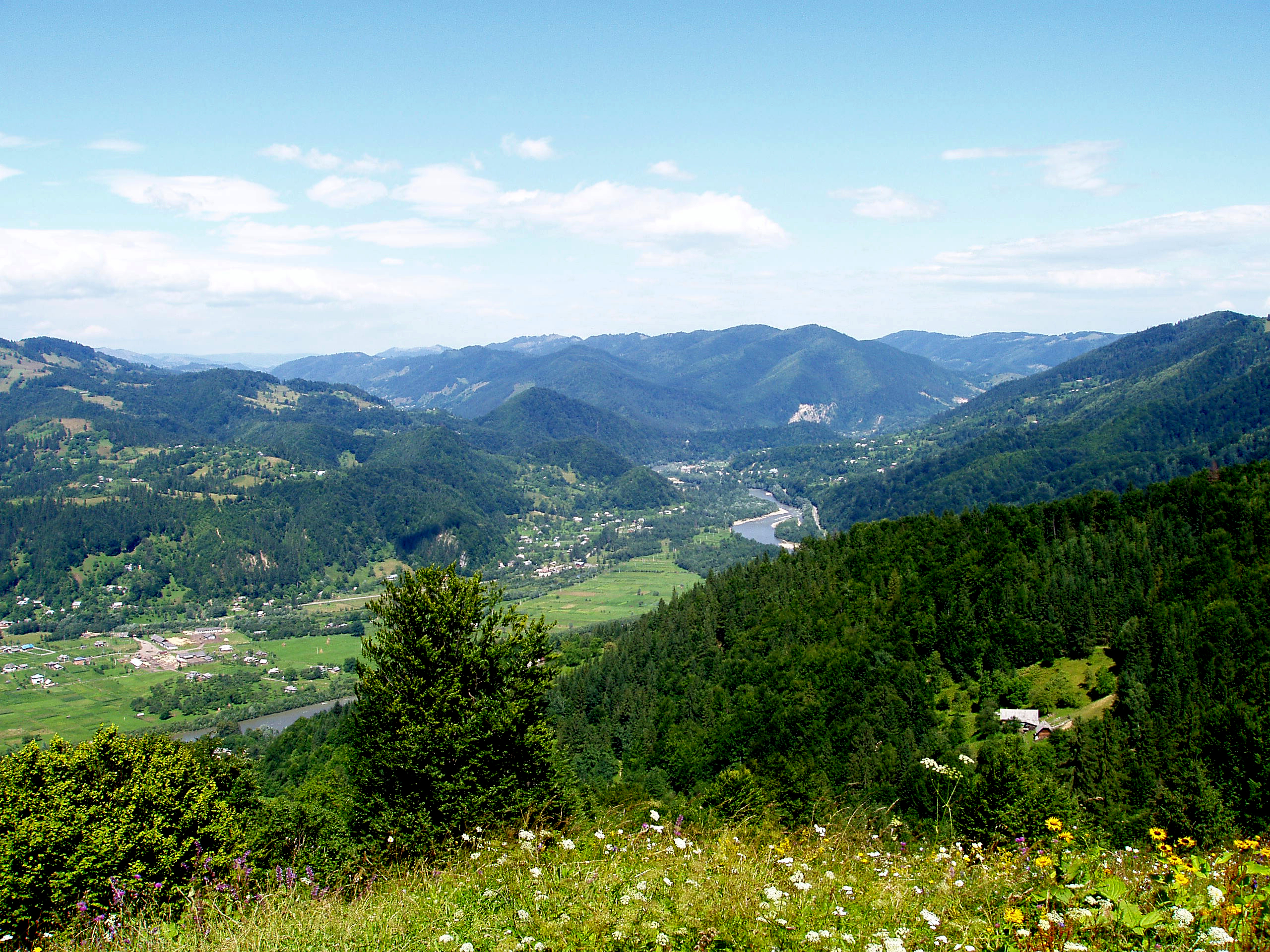
Вигляд з перевалу Німчич
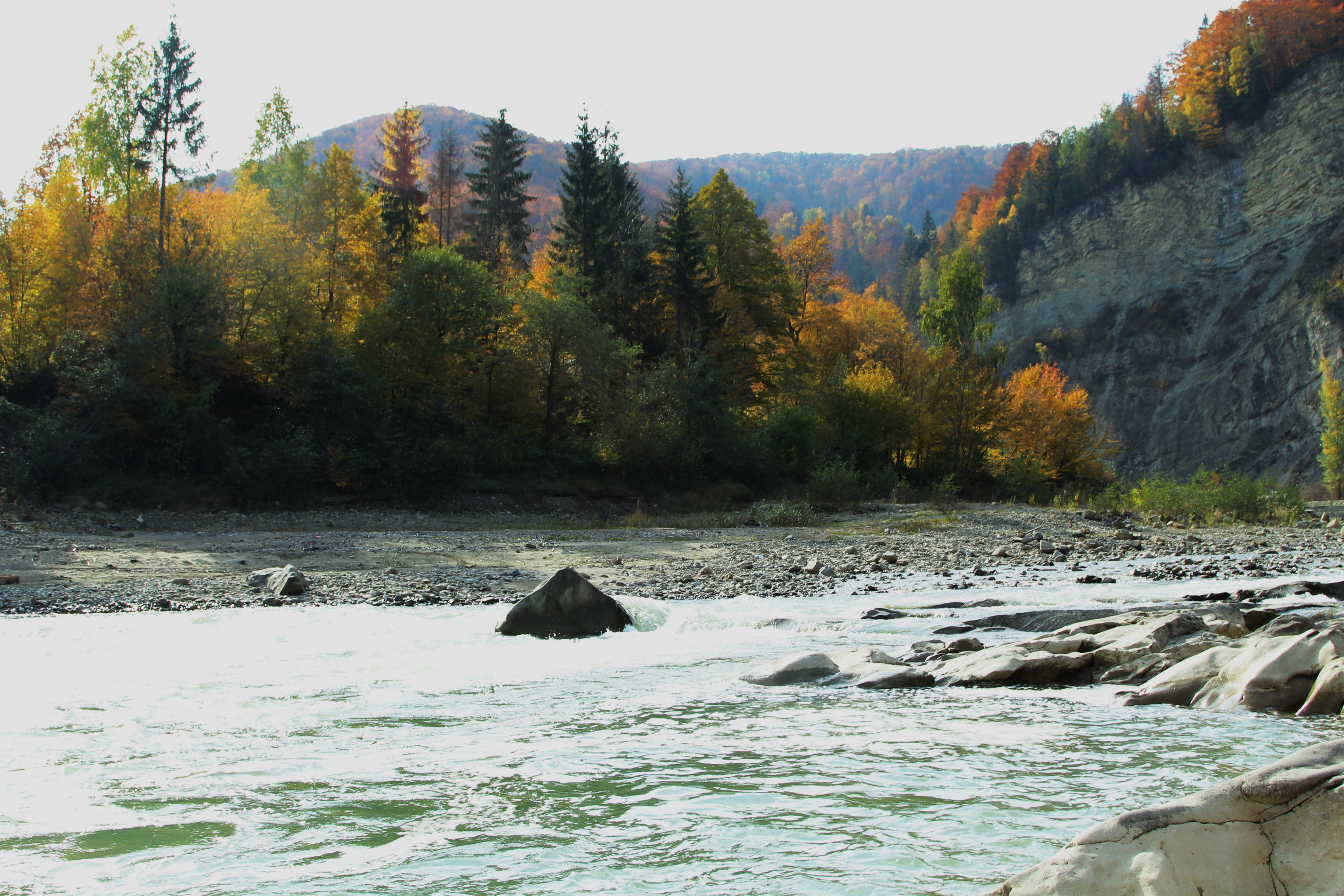
Неподалік від Вижниці
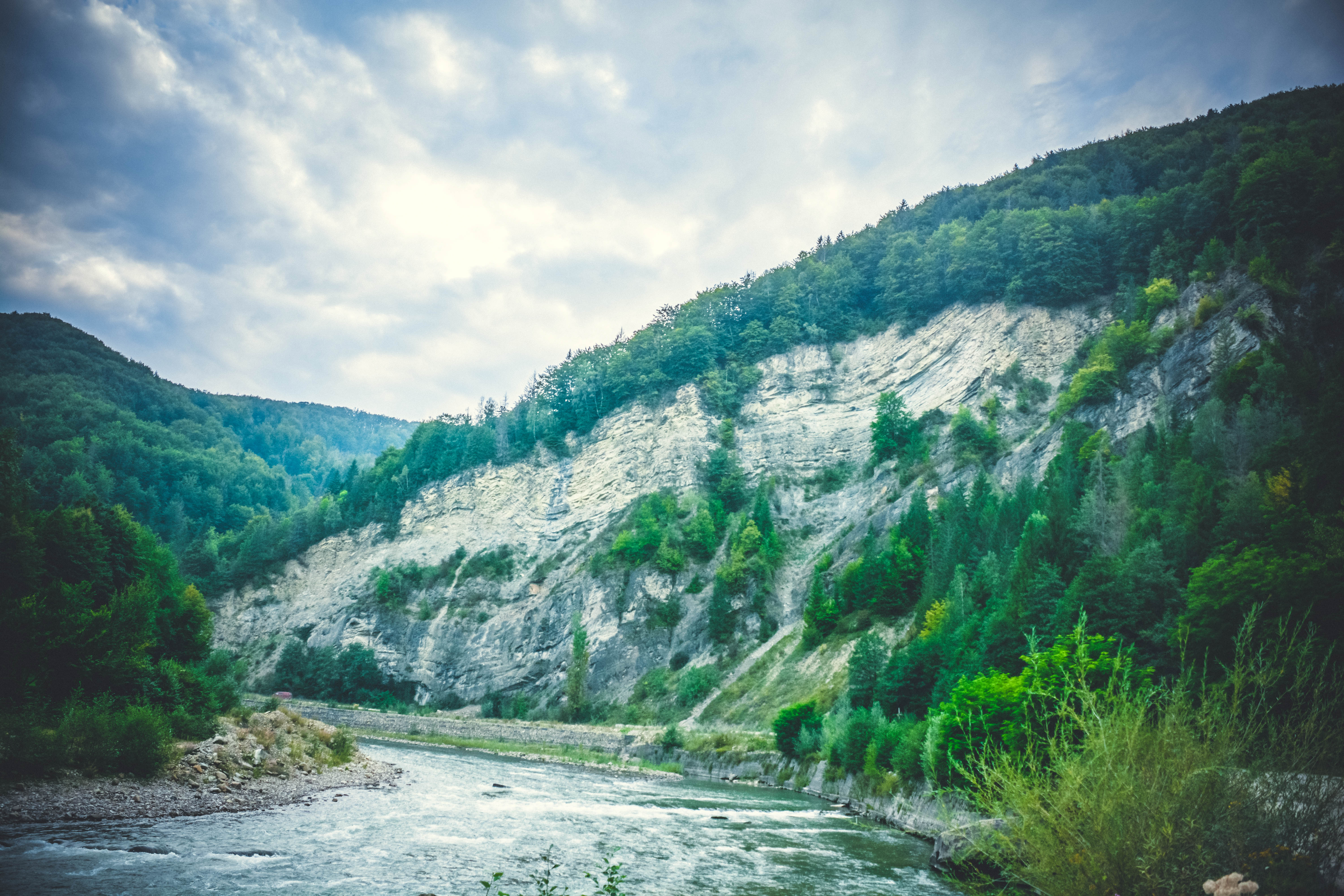
Сокільська скеля
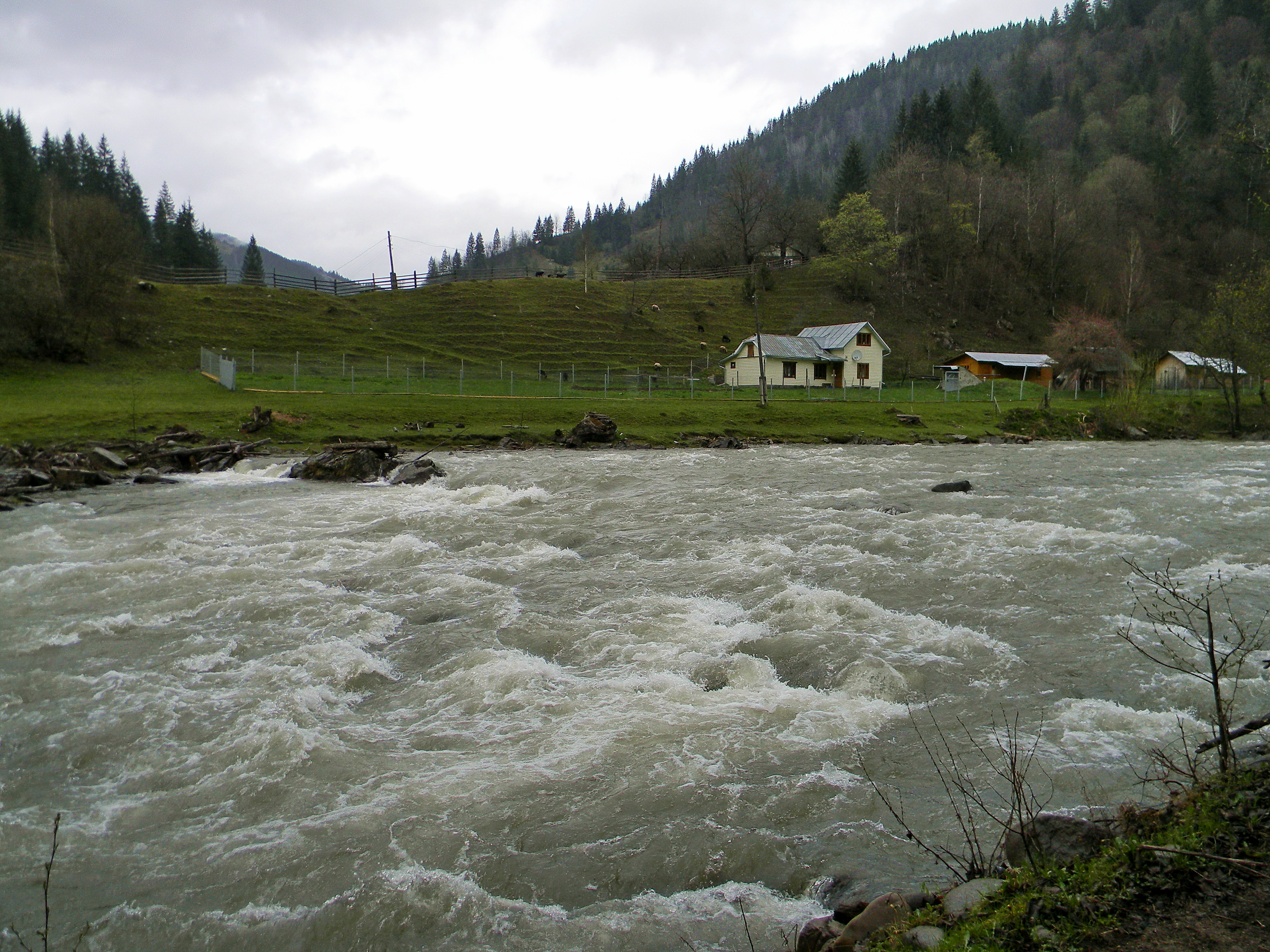
Під час повені (Чорний Черемош)
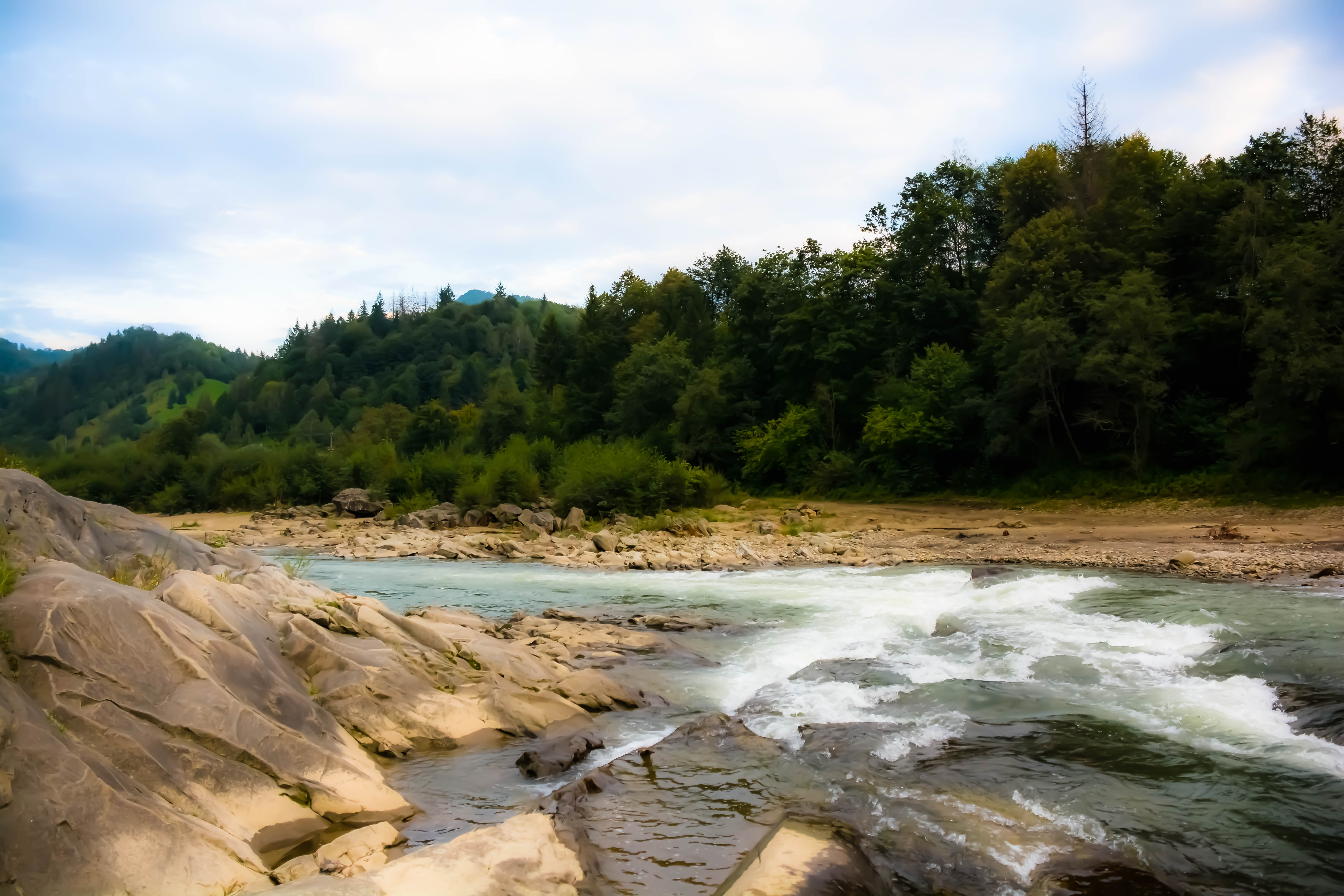
Річкові пороги